# Francisco Ibáñez
Francisco Ibáñez Talavera (ur. 15 marca 1936 w Barcelonie, zm. 15 lipca 2023) – hiszpański rysownik komiksów. Należący do pokolenia 57 z wydawnictwa Bruguera działającego w Barcelonie, razem z takimi artystami jak Figueras, Nadal, Raf, Segura czy Martz Schmitd. Twórca wielu humorystycznych serii komiksów, z których najsłynniejsza to „Mortadelo y Filemón”.

## Dzieciństwo i młodość
Pierwszy rysunek opublikował w wieku siedmiu lat w sekcji „Colaboraciones de nuestros lectores” („Współpraca naszych czytelników”) w czasopiśmie „Chicos”. 
Nim na dobre zajął się rysowaniem komiksów, pracował w banku. Zajęcie to łączył z współpracą z czasopismami, m.in.: „Alex” (1951). Dla „Chicolino y La Risa” (1953) tworzył okładki i serie: „Don Usura”, „El coleccionista de relojes”, „La Familia Repollino”, „Haciendo el Indio”. Ostatnia z nich przyczyniła się do pierwszego poważnego sukcesu Ibañeza - została wydrukowana w tygodniowym dodatku do „La Prensa de Barcelona”. W późniejszych latach pracował dla „Paseo infantil”, „Hipo, Monito y Fifi”.
20 stycznia 1958 roku w 1394 numerze czasopisma „Pulgarcito” pojawiła się pierwsza publikacja „Mortadelo y Filemón”. Przez całe lata sześćdziesiąte Ibáñez tworzy dla gazet wydawnictwa Bruguera jedne ze swoich najlepszych postaci.

## Dojrzałość
W 1969 publikuje „El sulfato atómico”, pierwszą długometrażową historię Mortadela i Filemona dbając przy tym o każdy szczegół – tak w scenariuszu jak i w rysunkach.
W latach siedemdziesiątych tworzy dla swoich bohaterów przygody, które przeszły do historii hiszpańskiego komiksu: „¡Valor y al toro!”, „Contra el "Gang"del Chicharrón”, „El caso del bacalao”, „Chapeau el Esmirriau”, „La máquina del cambiazo”. Wraz ze wzrostem popularności, wzrasta liczba języków na jakie tłumaczy się „Mortadelo y Filemón”. 
16 listopada 1970 powstaje czasopismo zatytułowane „Mortadelo”, którego kolejne edycje drukuje się jako: „Mortadelo especial”, „Mortadelo gigante”, „Super Mortadelo”.
W 1969 Francisco Ibáñez otrzymuje nagrodę Aro de Oro za najpopularniejsze w tym roku postaci stworzone w historyjkach dla dzieci. Taką samą nagrodę otrzymuje również w latach późniejszych: 1974, 1975 i 1976. 
W 1994 otrzymał Grand Prix Salonu Komiksów w Barcelonie za całokształt twórczości, natomiast w roku 2001 uhonorowano go złotym medalem za zasługi w sztukach pięknych.
Francisco Ibáñez razem z grupą z Ediciones B i z BRB Internacional realizuje serię animacji o Mortadelo i Filemonie. 
W 2003 na ekrany kin wszedł pełnometrażowy film oparty na komiksie Ibáñeza zatytułowany „La gran aventura de Mortadelo y Filemón” („Liga najgłupszych dżentelmenów”).

## Publikacje
| Rok  | Tytuł                                             | Gazeta                        | Wydawnictwo |
| ---- | ------------------------------------------------- | ----------------------------- | ----------- |
| 1952 | La vuelta al mundo en ochenta meses               |                               |             |
| 1956 | La familia Repollino                              | La Risa                       | Marco       |
| 1956 | Haciendo el indio                                 | La risa                       | Marco       |
| 1956 | Don Usura                                         | La Risa                       | Marco       |
| 1956 | Loony                                             | Paseo Infantil                | Marco       |
| 1957 | Pie sucio                                         | La Risa                       | Gestión     |
| 1957 | Furgensio                                         | La Risa                       | Marco       |
| 1957 | Treść komórki                                     | Paseo Infantil                | Marco       |
| 1957 | Kokolo                                            | La Risa                       | Marco       |
| 1958 | Ellas y...                                        | Can can                       | Bruguera    |
| 1958 | Don Adelfo                                        | Can can                       | Bruguera    |
| 1958 | Melenas                                           | Hip, Monito y Fifi            | Marco       |
| 1958 | La Familia Trapisonda, un grupito que es la monda | Ven y Ven                     | Bruguera    |
| 1958 | Mortadelo y Filemón, agencia de información       | Pulgarcito                    | Bruguera    |
| 1959 | La Historia esa, vista por Hollywood              | Can can                       | Bruguera    |
| 1960 | Increíible, pero mentira...                       | El Campeón de las Historietas | Bruguera    |
| 1960 | Ríase...                                          | Tío Vivo                      | Bruguera    |
| 1960 | Claro que                                         | Tío Vivo                      | Bruguera    |
| 1961 | Ande, ríase usté con el Arca de Noé               | El Campeón de las Historietas | Bruguera    |
| 1961 | 13, rue del Percebe                               | Tío Vivo                      | Bruguera    |
| 1961 | Godofredo y Pascualino viven del deporte fino     | El Campeón de las Historietas | Bruguera    |
| 1961 | Polito, tipo duro                                 | Blanca                        | Bruguera    |
| 1961 | Cabeza de Ajo, el penúltimo navajo                | El DDT                        | Bruguera    |
| 1963 | El botones Sacarino, de El Aullido Vespertino     | El DDT                        | Bruguera    |
| 1963 | Yo                                                | Pulgarcito                    | Bruguera    |
| 1964 | Rompetechos                                       | Tío Vivo                      | Bruguera    |
| 1964 | Uhu y el niño Prudencio                           | Pulgarcito                    | Bruguera    |
| 1965 | Don Pedrito, que está como nunca                  | Tío Vivo                      | Bruguera    |
| 1965 | El doctor Esparadrapo y su ayudante Gazapo        | Pulgarcito                    | Bruguera    |
| 1965 | El Sherrif de Porra City                          | Tío Vivo                      | Bruguera    |
| 1966 | Pepe Gotera y Otilio, chapuzas a domicilio        | Tío Vivo                      | Bruguera    |
| 1966 | Pepsi-Cola presenta a Pepsi Man                   | Pulgarcito                    | Bruguera    |
| 1967 | Doña Pura y Doña Pera, vecinas de la escalera     | Tío Vivo                      | Bruguera    |
| 1981 | Kina San Clemente presenta a Kinito               | Pulgarcito                    | Bruguera    |
| 1986 | Pepe Cohete/Tete Cohete                           | Mortadelo                     | Bruguera    |
| 1986 | Chicha, Tato y Clodoveo, de profesión sin empleo  | Guai!                         | Grijalbo    |
| 1986 | 7, Rebolling Street                               | Guai!                         | Grijalbo    |